# Fodor János (újságíró)
Fodor János (Budapest, 1953. november 4. –) magyar újságíró, riporter, műsorvezető, pedagógus.

## Életpályája
Szülei Fodor Gábor és Ács Judit voltak. 1972-ben a zuglói I. István Gimnáziumban érettségizett. Főiskolai tanulmányait a Testnevelési Főiskolán, majd a MÚOSZ Újságíró Iskolájában végezte. Diákkorában iskolaújságot és -rádiót szerkesztett. Tanár, közben a Magyar Rádióban riporteriskolájának hallgatója. 1979–1986 között a rádió Krónika és a 168 Óra című műsorának munkatársa volt. 1986-ban a párttitkár főnöke, Győri Béla ellehetetlenítette és távoznia kellett a Rádióból. 1986–1990 között az Magyar Televízió Híradó című műsorának szerkesztő-riportere volt. 1990–1991 között a 2. csatornán szerkesztő-riportereként dolgozott. 1991–2003 között a Magyar Televízió főmunkatársa lett. 1991 novemberében meglátogatta kollégáját, Déri Jánost az utolsó műtétje előtt a heidelbergi klinikán és interjút készített vele.
2005-ben pályázott a Magyar Rádió elnöki tisztségére, 2006-ban a civil kuratórium előtti meghallgatásán a Petőfire utalva elmondta, hogy „az egyik adót fel kell áldozni”, mivel „pénzt kell termelnie” a forráshiánnyal küzdő intézménynek. A Kossuthot  „korrekt beszélő rádióvá” tenné, amely hírekkel, információkkal látná el a hallgatókat, a Petőfiből a fiataloknak szóló, de nem bárgyú, igénytelen  „kvázi-kereskedelmi” rádiót csinálna, míg a máshol jelentkező komolyabb produkciókat a Bartókra tenné át. Szerinte a Petőfi kihasználatlan, mivel a „zenei elit vagy a sznobok rádiójának” leghallgatottabb adásait is csak alig néhány tízezer érdeklődő hallgatja. A kuratórium a meghallgatás után más pályázót, Such György doktort javasolta megválasztásra. A  2006. július 10-én megtörtént döntést követően indoklás nélkül eltávolították a Rádiótól.
Megszervezte több tízezer ember évi ingyenes szűrését, az Egészségligetet. 2006-ban is tagja volt a Déri János-díjat kiosztó kuratóriumnak Szegvári Katalin, Gálffi László, Rózsa Péter, Déri Bea társaságában. 2007-től egy ideig az ATV műsorvezetője, szerkesztője volt. Vezetett és szerkesztett műsort a Rádió Q nevű körzeti rádióban is. 2012 óta a Poptarisznya.hu internetes rádió Fodrok című műsorát vezeti és szerkeszti. 2014-ben ő jelentette be a Pacsírta Rádió indulását a Vegyipari Dolgozók Szakszervezetének székházában. A Pacsirta politikai célja az volt, hogy a felborult médiaegyensúly ellenére meggyőzze az embereket, hogy menjenek el választani. Szerkesztői között volt Vágó István a Favágók együttes frontembere, Bach Szilvia humorista, Kulka János színész, Herényi Károly, Kolláth György alkotmányjogász is. A Pacsírta Rádió 2014. áprilisában befejezte a műsorszolgáltatást.
Mint a szerelemben, egy szerelmes férfinek senki nem tudja elmagyarázni, hogy a szíve választottja ronda. Az a nő a szerelmes férfinek mindig szép, és ez így is van jól. A nagy kérdés, hogy akik nem szerelmesek, azok hajlandók-e elmenni szavazni.
2015. február 2-án Rádió Bézs néven új internet rádiót indított, amely elsősorban a nőkért szól. Tabukat feszegető műsorainak a szex vagy éppen a szexmentes házasság, a kapcsolatok válsága a témája. A Bézs Rádiónál mindezért önkéntes alapon, ingyen dolgozik.

## Műsorai
- Krónika
- 168 óra
- MTV Híradó
- Fodrok

## Könyvei
- Csevegés (interjúk, 1994)

## Lemezei
- Csevegés (zeneszövegek)

## Elismerései
- Radnóti Miklós antirasszista díj (2022)[20]